# نئال فردریکس
نئال فردریکس (انگلیسی: Neal Fredericks؛ ۲۴ ژوئیهٔ ۱۹۶۹ – ۱۴ اوت ۲۰۰۴) یک مدیر فیلم‌برداری اهل ایالات متحده آمریکا بود.